# Heidi Hartmann
Heidi Hartmann, född 14 augusti 1945 i Elizabeth, New Jersey, är en amerikansk ekonom och genusvetare. 
Hartmann har bedrivit forskning om kvinnans ställning med utgångspunkt i en kombination av marxistisk och feministisk teori. Hon har medverkat i flera verk om kvinnors och mäns ställning på arbetsmarknaden. I svensk översättning finns artikeln Det olyckliga äktenskapet mellan marxism och feminism: För en mer utvecklingsbar förening (ursprungligen publicerad 1979) i antologin Feminism & marxism: En förälskelse med förhinder (1986).